# Waswanipi
Waswanipi – społeczność plemienia Kri nad jeziorem Waswanipi w Kanadzie, w prowincji (Quebec). W latach sześćdziesiątych XX w. rząd kanadyjski utworzył tam rezerwat dla ludności Kri. Społeczność liczy ponad 1200 członków. W języku Kri nazwa ta oznacza światło unoszące się nad wodą.